# Scott Skiles
Scott Skiles (* 5. März 1964 in La Porte, Indiana) ist ein US-amerikanischer Basketballtrainer und ehemaliger -spieler. Er trainierte in der NBA bislang die Teams der Phoenix Suns, Chicago Bulls, Milwaukee Bucks und Orlando Magic und in Griechenland PAOK Thessaloniki.

## Karriere als Spieler
Die Basketballkarriere von Scott Skiles begann an der Plymouth High School, wo er sein Team zur Indiana State Championship 1982 verhalf. Im selben Jahr wechselt der Point Guard auf die Michigan State University. In seinem vierten und letzten Jahr wurde er ins NCAA All-America Second Team berufen und zum wichtigsten Spieler der Big Ten Conference gewählt. Anschließend meldete er sich für die NBA-Draft 1986 an, wo ihn die Milwaukee Bucks an 22. Stelle auswählten.
In seinem ersten Jahr als Profi kam Skiles lediglich auf 13 Kurzeinsätze. Nach der Saison wurde er für einen Zweitrunden Draftpick zu den Indiana Pacers transferiert. Bei den Pacers erhielt er deutlich mehr Einsatzzeit. Im zweiten Jahr spielte er in 80 Begegnungen durchschnittlich 19,6 Minuten und erzielte 6,8 Punkte bei 4,9 Assists. Trotzdem schützten die Pacers ihn nicht für den Expansion Draft 1989, in dem er von den Orlando Magic an elfter Stelle ausgewählt wurde. Im ersten Jahr der neu zusammengewürfelten Mannschaft konnte Skiles seine persönlichen Werte weiter leicht verbessern, während die Magic das zweitschlechteste Team der Liga waren. Die Saison 1990/91 wurde die bis dahin mit Abstand beste für Scott Skiles, der sich in der Startaufstellung etablierte. Im Spiel gegen die Denver Nuggets am 30. Dezember 1990 schaffte er mit 30 Assists in einem Spiel einen neuen, noch heute gültigen NBA-Rekord. 17,2 Punkte und 8,4 Assist im Schnitt über die gesamte Saison brachten ihm die Auszeichnung als Most Improved Player ein. Im folgenden Jahr verschlechterten sich seine Werte leicht. In der Saison 1992/93 war er mit einem Karrierebestwert von 9,4 Assists bei 15,4 Punkten zweitbeste Vorlagengeber der Liga. Die Magic mit ihrem Rookie Shaquille O’Neal verpassten mit der gleichen Anzahl an Siegen wie die achtplatzierten Indiana Pacers die Playoffs denkbar knapp. In der Saison 1993/94 nahmen die Magic erstmals in der jungen Geschichte der Franchise an den Playoffs teil, verloren aber in der ersten Runde 0:3 gegen die Pacers. Für Scott Skiles war dies die erste und einzige Playoffteilnahme, doch er verlor seinen Platz in der Startaufstellung Mitte der Saison an Dennis Scott. Nach der Saison wurde er zu den Washington Bullets transferiert. Für Washington absolvierte er die ersten 62 Partien von Beginn an und erzielte dabei im Schnitt 13 Punkte und 7,3 Assists. In den letzten 20 Spielen hatte er keinen weiteren Einsatz. Nach der Saison entließen ihn die Bullets. Im Dezember 1995 unterschrieb er bei den Philadelphia 76ers, löste seinen Vertrag jedoch bereits im Januar 1996 wieder auf.
Von 1996 bis 1997 spielte er beim griechischen Verein PAOK Thessaloniki, den er zeitweise auch trainierte.

## Karriere als Trainer
Im Januar 1997 übernahm Skiles das Traineramt bei PAOK Thessaloniki, nachdem der vorherige Trainer Michel Gomez entlassen wurde. Bemerkenswert dabei ist, dass Skiles die Saison als Spieler bei PAOK begonnen hatte. Die Regular Saison wurde mit 15 Siegen und 11 Niederlagen auf Platz 6 beendet. In den Play-offs konnte man sich jedoch Platz 3 sichern, was die Qualifikation für die Euroleague bedeutete. Im Kader der griechischen Mannschaft standen damals unter anderem Predrak Stojakovic, Efthymis Rentzias und Giannis Giannoulis.
Die erste Trainerstation von Scott Skiles in der NBA waren die Phoenix Suns. Von 1997 bis 1999 war er Co-Trainer von Danny Ainge. Nach dessen Rücktritt übernahm er am 14. Dezember 1999 gegen die Detroit Pistons erstmals die Position des Cheftrainers. Die Suns erreichten die Playoffs, wo sie in der zweiten Runde nach einem Erstrundensieg über Vorjahresmeister San Antonio Spurs mit 1:4 an den Los Angeles Lakers scheiterten. Auch im zweiten Jahr wurden die Playoffs erreicht, in denen diesmal bereits nach der ersten Runde und einem 1:3 gegen die Sacramento Kings Schluss war. Am 17. Februar 2002 einigten sich Verein und Trainer auf eine sofortige Auflösung des Vertrags, nachdem die Gefahr bestand erstmals seit 1988 die Playoffs zu verpassen.
Nach knapp zwei Jahren Pausen übernahm Skiles am 28. November 2003 die Chicago Bulls. Zuvor wurde Bill Cartwright entlassen und Pete Myers hatte zwei Spiele als Interimstrainer bestritten. Von den verbleibenden 66 Spielen konnten die Bulls nur 19 gewinnen, so dass sie das zweitschlechteste Team der Liga waren. In der nächsten Saison gelang Chicago die Qualifikation für die Playoffs, wo man in der ersten Runde 2:4 an den Washington Wizards scheiterte. Auch im folgenden Jahr wurden die Playoffs erreicht, in denen es erneut eine Erstrundenniederlage gab, diesmal mit 2:4 gegen die Miami Heat. Die Saison 2006/07 war die erfolgreichste Saison für Scott Skiles in Chicago. Nach knapp 60 % gewonnener Spiele in der regulären Saison wurden die Miami Heat zu Null besiegt, bevor man sich in der zweiten Runde nach sechs Spielen den Detroit Pistons geschlagen geben musste. Nach einem katastrophalen Start in die mit hohen Erwartungen verbundene nächste Saison wurde Skills am 24. Dezember 2007 entlassen.
Zur Saison 2008/09 trat Skiles die Nachfolge von Larry Krystkowiak als Trainer der Milwaukee Bucks an. Nachdem sich die Mannschaft unter seiner Leitung im ersten Jahr leicht verbesserte, gelang ihr dies im zweiten Jahr erneut. So konnte sich das Team nach drei Jahren wieder einmal für die Playoffs qualifizieren. Dort traf man in der ersten Runde auf die favorisierten Atlanta Hawks und konnte mit 3:2 in Führung gehen, bevor sich die Hawks am Ende in sieben Spielen durchsetzen konnten. Im folgenden Jahr konnte das Team sein Niveau nicht halten und verpasste die Playoffs klar. Nachdem Skiles im Dezember Verhandlungen zu einer Vertragsverlängerung bei den Bucks abgelehnt hatte, wurde er im Januar 2013 mit sofortiger Wirkung von seinen Aufgaben als Headcoach entbunden. In seiner gesamten Zeit in Milwaukee kam Skiles auf eine Bilanz von 162 Siegen und 182 Niederlagen.
Am 29. Mai 2015 wurde bekannt, dass Skiles der neue Cheftrainer der Orlando Magic wird. Mit der Mannschaft erreichte er in der Saison 2015/16 eine Bilanz von 35 Siegen und 47 Niederlagen, was einer klaren Steigerung im Vergleich zu den Vorjahren entsprach. Die Playoffs verpassten Skiles und die Magic dennoch. Nach nur einer Saison erklärte Skiles im Mai 2016 überraschend seinen Rücktritt als Magic-Coach.